# Tutu (Saint Thomas)
Tutu is een subdistrict op het eiland Saint Thomas in de Amerikaanse Maagdeneilanden. Het bevindt zich ongeveer 5 km ten oosten van van de hoofdplaats Charlotte Amalie. Anna's Retreat is het belangrijkste dorp in het district.

## Geschiedenis
Het subdistrict is vernoemd naar de Tutu plantage en verwijst naar de trompetachtige schelpen die werden gebruikt om de slaven te roepen. Het plantagehuis dateert uit 1803 en is een van de weinige bestaande plantagehuizen. Sinds 1976 heeft het een monumentenstatus.
In 1990 werd een archeologische site ontdekt bestaande uit een inheemse nederzetting die tussen 65 n.Chr en 950 n.Chr werd bewoond, en opnieuw tussen 1150 en 1500.
In 1738 werd een kerk gebouwd door de Evangelische Broedergemeente om de slaven te onderrichten. De kerk werd oorspronkelijk Heerentoetoe genoemd, maar in 1757 werd de naam gewijzigd in New Herrnhut.
In 1959 werd Tillett Gardens opgericht als kunstenaarskolonie in een verlaten Deense boerderij. Er worden concerten en toneelstukken opgevoerd, en de kunstenaars kunnen in hun atelier worden bezocht.

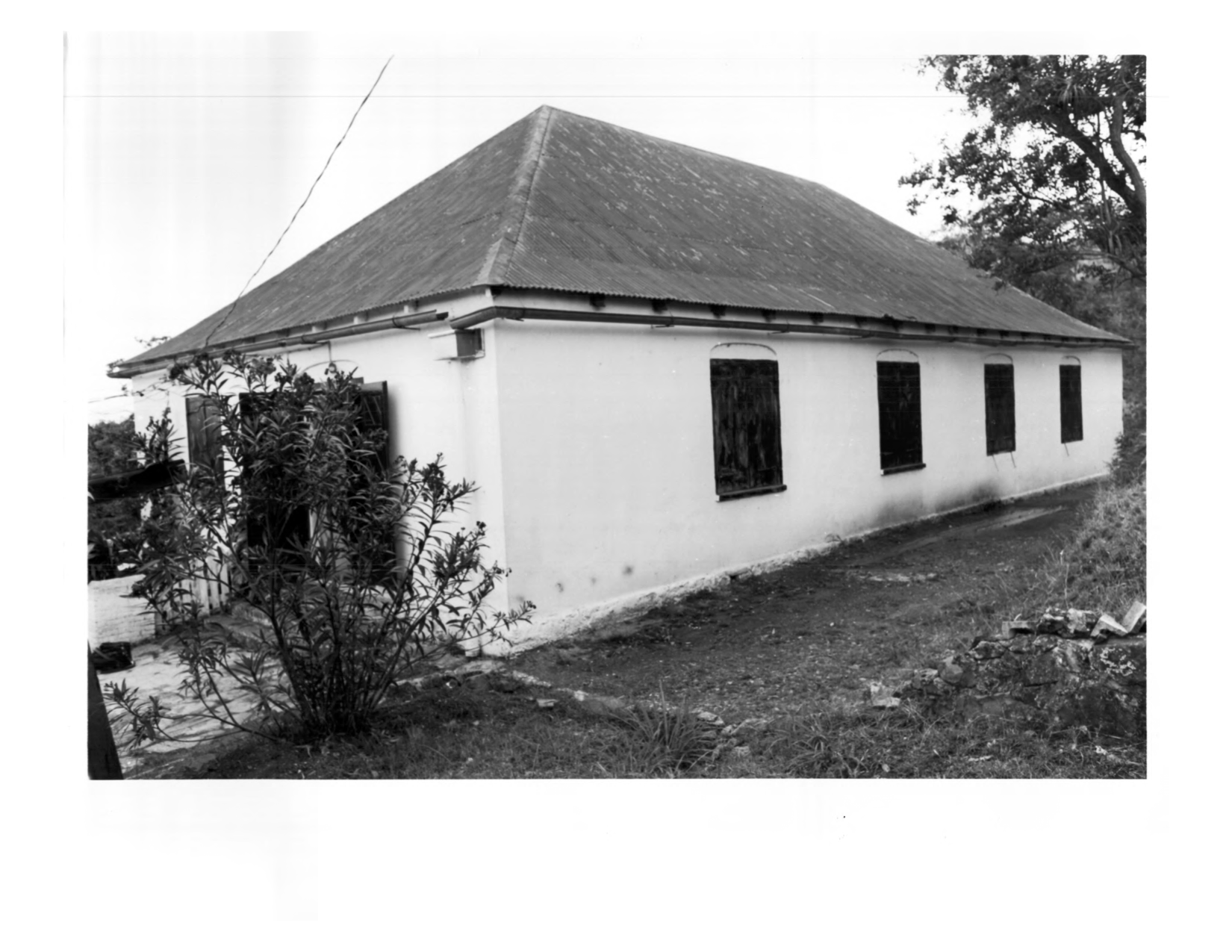
New Herrnhutkerk

Charlotte Amalie · Christiansted · Coral Bay · Cruz Bay · East End · Frederiksted · Sion Farm · Tutu